# Diaboleite
La diaboleite (simbolo IMA: Dbol) è un minerale raro del supergruppo della perovskite, all'interno del quale viene collocato nel gruppo delle perovskiti non stechiometriche e da lì al sottogruppo della diaboleite; appartiene alla classe minerale degli "alogenuri" con composizione chimica CuPb2Cl2(OH)4.

## Etimologia e storia
Il minerale prende il nome dalla parola greca διά ('diá', per 'separato' o 'diverso') in allusione alla sua somiglianza con la boleite, dalla quale tuttavia differisce significativamente nella forma cristallina.
La diaboleite è stata scoperta per la prima volta nella "Higher Pitts Mine" vicino a Priddy, nella contea inglese del Somerset. Fu descritta e nominata nel 1923 da Leonard James Spencer (1870-1959) e Edgar Donald Mountain (1901-1985), che ne analizzarono la composizione.
Il campione tipo del minerale è elencato nel Museo di Storia Naturale di Londra con il numero di registro 1923,521 e nel National Museum of Natural History di Washington (Stati Uniti) con il numero di registrazione 94813.

## Classificazione
La classica nona edizione della sistematica dei minerali di Strunz, valida dal 2001 e aggiornata dall'Associazione Mineralogica Internazionale (IMA) fino al 2009, elenca la diaboleite nella classe "3. Alogeni" e nella sottoclasse "3.D Ossialogeni, idrossialogeni e alogeni doppi correlati"; questa viene ulteriormente suddivisa in base all'eventuale presenza di alcuni elementi, in modo da trovare la diaboleite nella sezione "3.DB Con Pb, Cu, ecc." dove è l'unico membro del sistema nº 3.DB.05.
Tale classificazione è mantenuta anche nell'edizione successiva, proseguita dal database "mindat.org" e chiamata Classificazione Strunz-mindat.
Nella Sistematica dei lapis (Lapis-Systematik) di Stefan Weiß la diaboleite si trova nella classe degli "alogenuri (fluoruri, cloruri, bromuri, ioduri)" e nella sottoclasse degli "ossialogenuri"; qui è nella sezione degli "ossialogenuri con Pb-Bi-Sb e composti correlati" dove forma il sistema nº III/D.12 insieme a bideauxite, cloroxifite, cumengeite, ematofanite pseudoboleite, siidraite e yedlinite.
Anche la sistematica dei minerali secondo Dana, che viene utilizzata principalmente nel mondo anglosassone, classifica la diaboleite nella classe degli "alogenuri" e lì nella sottoclasse degli "ossialogenuri e idrossialogenuri"; qui è l'unico membro del gruppo senza nome 10.06.01 all'interno della suddivisione di "ossialogenuri e idrossialogenuri con la formula AmBn(O,OH)pXq".

## Abito cristallino
La diaboleite cristallizza nel sistema tetragonale con il gruppo spaziale P4mm (gruppo nº 99) con i parametri di reticolo a = 5,86 Å e c = 5,49 Å così come 1 unità di formula per cella unitaria.

## Proprietà chimico-fisiche
- Solubile in acido nitrico (HNO3) caldo[7].
- La presenza contemporanea di piombo e cloro consente di distinguerla agevolmente dagli altri minerali secondari più comuni di rame
- Dicroismo[16]:
  - e: blu pallido o bianco bluastro pallido
  - w: blu scuro
- Peso molecolare: 616,88 gm[16]
- Indice di fermioni: 0,14[16]
- Indice di bosoni: 0,86[16]
- Fotoelettricità: 1215,36 barn/elettrone[16]
- Massima birifrangenza: δ = 0,130[16]

## Origine e giacitura
La diaboleite si forma come minerale secondario in minerali di manganese o piombo e rame fortemente alterati. I minerali associati includono atacamite, boleite, caledonite, cloroxifite, cerussite, idrocerussite, leadhillite, mendipite, paratacamite, fosgenite e wherryite.
In alcuni miniere di piombo e rame è associata a cerussite, idrocerussite ed altri cloruri di rame.
La diaboleite è un minerale piuttosto raro ed è stata rilevata in tutto il mondo in pochi siti. Oltre alla sua località tipo Priddy (nel Somerset, Inghilterra), il minerale è stato trovato anche nelle Mendip Hills, a Holwell, Cranmore e Cheddar, anch'esse nella contea di Somerset, e a Padstow e Crantock, in Cornovaglia.
In Italia la diaboleite è stata trovata ad Anzio (Lazio); in Val Varenna (Liguria); Campiglia Marittima, Piombino, Sassetta e Suvereto (Toscana).
Altri siti in Europa sono (per citarne solo alcuni): a Laurio (Grecia); a Roanne e Toulon (Francia); a Guttaring (Austria); a Nentershausen, Langelsheim ed Essen (Germania); Castro Verde (Portogallo); Vegadeo (Spagna).
Fuori dall'Europa, sempre per citarne solo alcuni, sono: la municipalità locale di Khâi-Ma (Sudafrica); le province di Esfahan e del Khorasan Meridionale (Iran); la regione di Antofagasta, la regione di Atacama e nella provincia di Copiapó (Cile); diverse contee dell'Arizona e la contea di San Bernardino (California).

## Forma in cui si presenta in natura

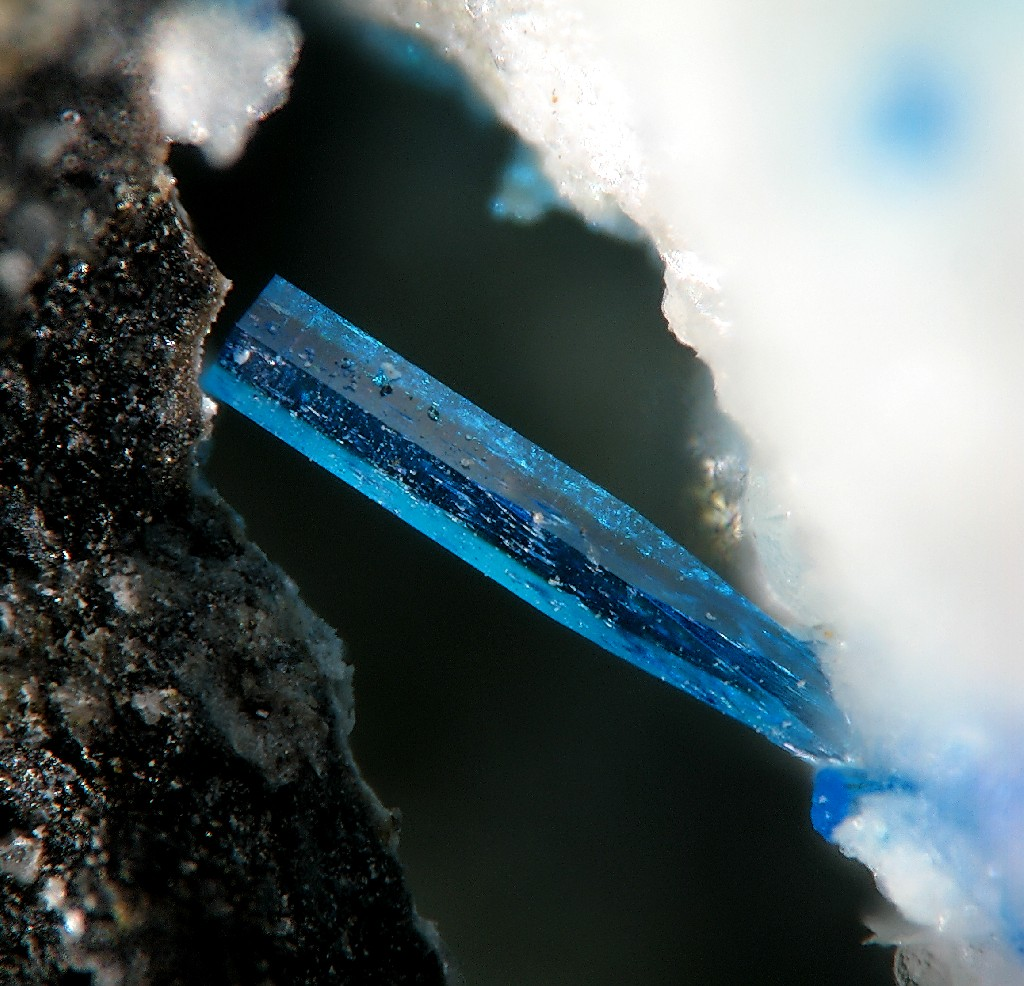
Diaboleite prismatica proveniente della baia di Thorikos, distretto Laurio, in Grecia.

La diaboleite forma cristalli tabulari lungo {001}, che presentano un contorno quadrato o ottagonale con forme vicinali; raramente mostrano emiedralismo piramidale, con dimensioni fino a 2 cm; può essere trovata anche in aggregati subparalleli o massicci.
Le superfici cristalline intatte hanno una lucentezza simile al diamante, mentre le superfici scollate hanno una lucentezza perlacea.